# Steven Chu

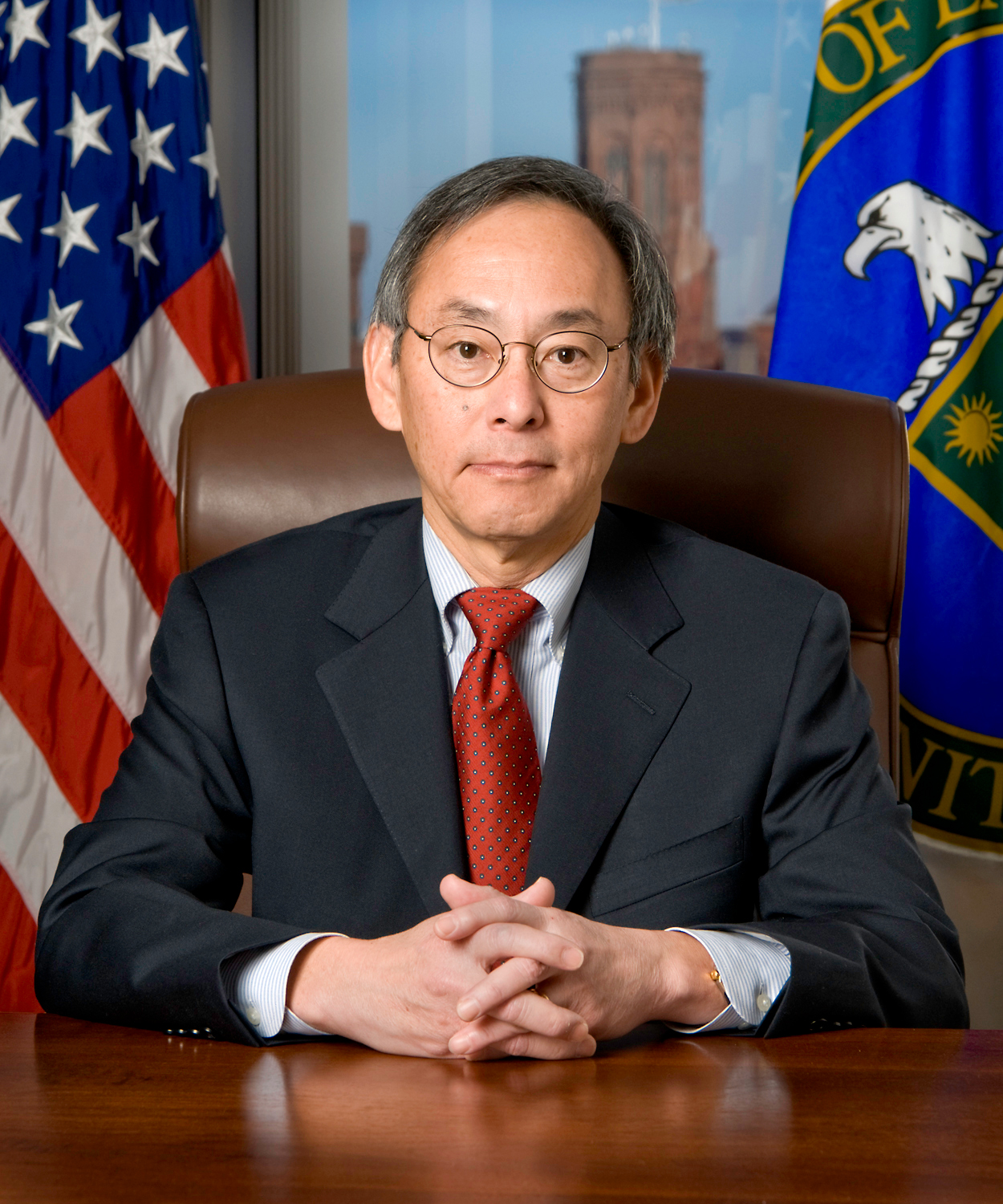
Steven Chu (2009)

Steven Chu (chinesisch 朱棣文, Pinyin Zhū Dìwén; * 28. Februar 1948 in St. Louis, Missouri) ist ein US-amerikanischer Physiker.
Er erhielt 1997 den Nobelpreis für Physik. Sein Hauptgebiet ist die Beeinflussung von Atomen mittels Lasern. Er war Direktor des Lawrence Berkeley National Laboratory bis zu seiner Ernennung zum Energieminister und hält Professuren in Berkeley und Stanford.
Im Kabinett des US-Präsidenten Barack Obama bekleidete Chu von 2009 bis 2013 das Amt des Energieministers.

## Leben
Chu stammt aus einer chinesischstämmigen Akademikerfamilie, die 1943 auf dem Umweg über Frankreich in die USA einwanderte. Sein Vater war Chemie-Professor am Brooklyn Polytechnic, und Chu wuchs in der Nähe in Garden City auf. Chu studierte anfangs an der University of Rochester, wo er seinen Bachelor machte. Danach wechselte er an die University of California, Berkeley mit der Absicht, sich auf theoretische Physik zu spezialisieren. Stattdessen befasste er sich bei Eugene Commins mit der Messung von Paritätsverletzungen des (in der Quantenelektrodynamik verbotenen) magnetischen Dipolübergangs in Thalliumatomen, die nach der elektroschwachen Theorie im Standardmodell möglich waren (der ursprüngliche Vorschlag für solche Experimente kam von Claude Bouchiat und Marie-Anne Bouchiat in Frankreich 1974) und sich in einer schwachen Asymmetrie der Absorption rechts- und linkspolarisierten Lichts äußerten. Für das Experiment musste sich Chu intensiv mit dem Bau von Lasern beschäftigen. Das Experiment nahm einige Zeit in Anspruch, und während dieser Zeit wurde er 1976 Post-Doc – seine experimentelle Arbeit wurde als ausreichende Qualifikation anerkannt. Erste Ergebnisse publizierte die Gruppe 1979, damals waren aber neutrale Ströme schon am SLAC in der Hochenergiephysik nachgewiesen worden.
Ab 1978 arbeitete er bei den Bell Laboratories in Murray Hill (New Jersey), wo er mit Experimenten zum genauen Vermessen der Spektren von Positronium begann, dem „Wasserstoffatom“ der Quantenelektrodynamik, bestehend aus Positron und Elektron. Das Experiment (mit Allen Mills) war erfolgreich, nahm aber ebenfalls mehrere Jahre in Anspruch. Es war damals eines der genauesten Experimente zur Quantenelektrodynamik.
1983 wurde er Leiter der Abteilung für Quantenelektronische Forschung des Bell-Labors in Holmdel. Zu dieser Zeit plante er sich mit Festkörperphysik zu beschäftigen (Pikosekunden-Laserpulse zur Untersuchung von Exzitonen-Anregungen), wurde dann aber (angeregt durch Arbeiten seines Kollegen Arthur Ashkin bei den Bell Labs, der daran schon seit 1970 arbeitete) zur Entwicklung optischer Fallen und ihrer Weiterentwicklung mit Laserkühlungsverfahren zum „Einfangen“ von Atomen geführt, was ihm schließlich den Nobelpreis einbrachte.
1987 wurde er als Nachfolger von Theodor Hänsch Professor für Physik und Angewandte Physik an der Stanford University. Dort leitete er von 1990 bis 1993 und 1999 bis 2001 die Physikabteilung und wandte sich auch biophysikalischen Forschungen zu.
2004 wurde er Direktor des Lawrence Berkeley National Laboratory und nahm dazu auch eine Professur an der University of California, Berkeley an.
Vom 20. Januar 2009 bis zum 22. April 2013 war er Secretary of Energy (Energieminister) in der Obama-Regierung.
Bei der Rede vor beiden Häusern des Kongresses anlässlich der Gesundheitsreform im Jahr 2009 war Chu Designated Survivor. Er wäre im Falle eines Anschlages auf das Kapitol der höchstrangige Überlebende gewesen und hätte die Nachfolge von Barack Obama als Präsident angetreten. Chu war im Jahr 2013 bei der State of the Union Address erneut Designated Survivor.
Derzeit ist Chu William R. Kenan, Jr., Professor of Physics und Professor of Molecular & Cellular Physiology in der Medical School an der Stanford University. Zudem ist er Mitglied des Bio-X Biosciences Institute und des Wu Tsai Neurosciences Institute in Stanford.

## Wirken

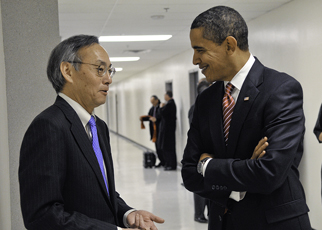
Barack Obama und Steven Chu (2009)

Chu entwickelte zahlreiche Verfahren und Geräte für optische und atomphysikalische Messungen. So maß er mithilfe stabilisierter Laser die Paritätsverletzung in Thalliumatomen und mit der Dopplerfreien Zwei-Photonen-Spektroskopie untersuchte er Positronium und Myonium (mit Mills maß er 1982 die Differenz des 1s und 2s Niveaus des Positroniums mit einer Genauigkeit von ein paar Teilen zu einer Milliarde). Seine wichtigste wissenschaftliche Leistung war ab Mitte der 1980er Jahre die Laserkühlung von Atomen. Sie ist eine zentrale Komponente von magnetooptischen Atomfallen.
Später arbeitete Chu an der Verfeinerung dieser Methoden für Atomuhren nach dem Fontänenprinzip und Bose-Einstein-Kondensaten. Er beteiligte sich an hochgenauen Messungen der Gravitationskonstante und Feinstrukturkonstante und verwendete einige seiner optischen Methoden bei biophysikalischen Untersuchungen, etwa der Manipulation einzelner DNA-Moleküle mit optischen Pinzetten (Optical Tweezers, 1989) oder in der Polymerdynamik.
1982 zeigte er mit Wong die Möglichkeit der Ausbreitung von Pulsen in absorbierenden Medien mit einer Gruppengeschwindigkeit, die größer als die Lichtgeschwindigkeit im Medium ist.
Derzeit widmet sich Chu vor allem der Forschung zu biophysikalischen Themen (wie der Synthese und Funktionalisierung von Nanoteilchen für die in vivo Abbildung zellulärer Prozesse) und physikalischer Probleme mit Relevanz für Energie- und Umweltfragen (wie die Entwicklung von Batterien auf Basis von Lithium und Schwefel, neue Methoden zur elektrochemischen Aufspaltung von Wasser, der Reduktion der Kohlendioxidemissionen und der Extraktion von Lithium aus Salzwasser).
Er war einer der ersten Unterzeichner der Petition für Project Steve, einer Kampagne, die für die Unterrichtung der herkömmlichen wissenschaftlichen Auffassung über die Evolutionstheorie an Schulen eintritt und wandte sich damit gegen die in den USA populären Alternativkonzepte des Kreationismus und des Intelligent Design.

## Engagement im Bereich Energieversorgung und Klimawandel

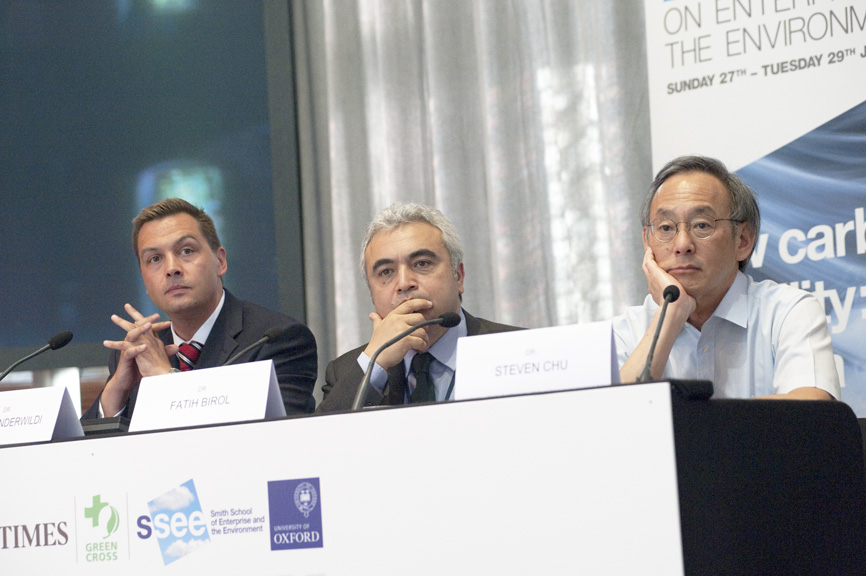
Steven Chu (rechts) und Fatih Birol (Mitte) bei einer Konferenz an der University of Oxford

Chu befürwortet schon lange eine Intensivierung der Forschung im Bereich regenerativer Energien und die Weiterentwicklung der Kernkraft, da er der Meinung ist, dass eine Verlagerung weg von fossilen Brennstoffen unverzichtbar ist, um die globale Erwärmung zu bekämpfen.
Chu warnte auch, dass die globale Erwärmung die Landwirtschaft im US-Bundesstaat Kalifornien noch innerhalb dieses Jahrhunderts unmöglich machen könnte. Er ist Mitglied des Kopenhagener Klimarates (Copenhagen Climate Council), einer Vereinigung von Wirtschafts- und Wissenschaftsvertretern, die geschaffen wurde, um einen Impuls für die UN-Klimakonferenz in Kopenhagen im Dezember 2009 zu geben.
Chu spielte eine wichtige Rolle bei der Erarbeitung der erfolgreichen Bewerbung für das Energy Biosciences Institute, ein von BP mit 500 Millionen Dollar finanziertes gemeinsames Projekt der Universität Berkeley, dem Lawrence Berkeley Lab und der University of Illinois. Dies sorgte in Berkeley für eine Kontroverse mit denen, die befürchten, dass diese Zusammenarbeit das Renommee der Universität für akademische Integrität beschädigen könnte.

## Auszeichnungen und Ehrungen
Chu erhielt 1987 den Herbert-P.-Broida-Preis für Laserspektroskopie der Amerikanischen Physikalischen Gesellschaft, 1993 den König-Faisal-Preis für Naturwissenschaften 1994 den William F. Meggers Award der Optical Society of America und den Arthur L. Schawlow Prize in Laser Science der APS und 1995 den Humboldt-Forschungspreis der Alexander von Humboldt-Stiftung, von der auch eine Wolfgang-Paul-Vorlesung organisiert wurde, die er 1998 am Physikalischen Institut der Universität Bonn hielt. 1996 erhielt er ein Guggenheim-Stipendium. 2023 hielt er die Morris Loeb Historical Lecture.
Chu ist seit 1993 Mitglied der National Academy of Sciences, seit 1992 der American Academy of Arts and Sciences und seit 1998 der American Philosophical Society. 2014 wurde er in die Royal Society gewählt und er ist zudem Mitglied der Academia Sinica, der Chinesischen Akademie der Wissenschaften und der Korean Academy of Science and Technology. Seit 2018 ist er ordentliches Mitglied der Päpstlichen Akademie der Wissenschaften.
Chu wurden über 30 Ehrendoktortitel verliehen, darunter durch die Boston University (2007), die Harvard University (2009) die Washington University in St. Louis, Yale University und der University of Strathclyde (alle 2010), der Australian National University (2014) Dartmouth College (2015) und Amherst College (2018).
1997 erhielt Chu zusammen mit William D. Phillips und Claude Cohen-Tannoudji den Physik-Nobelpreis für das Kühlen und Einfangen von Atomen mit Laserlicht.